# Горбоконик (мультфільм)
«Горбоконик» — радянський повнометражний мальований мультиплікаційний фільм, створений на студії «Союзмультфільм» режисером Іваном Івановим-Вано в двох версіях — 1947 (другий повнометражний мультфільм студії) і 1975 років.
Знятий за однойменною казкою (1834) Петра Єршова.
Високу оцінку фільму дав Волт Дісней, демонстрував його своїм художникам.

## Ролі озвучили
- Валентина Сперантова — Іван
- Алік Качанов — Горбоконик
- Георгій Мілляр — цар
- Георгій Віцин — спальник / епізодичні персонажі
- Галина Новожилова — Цар-дівиця
- Леонід Пирогов — Данило, старший брат
- Анатолій Кубацький — Гаврило, середній брат
- Нонна Ястребова — кобилиця
- Георгій Черноволенко — текст від автора

## Українське двоголосе закадрове озвучення
Ролі озвучували: Євген Пашин та Катерина Буцька